# Mikuni Corporation

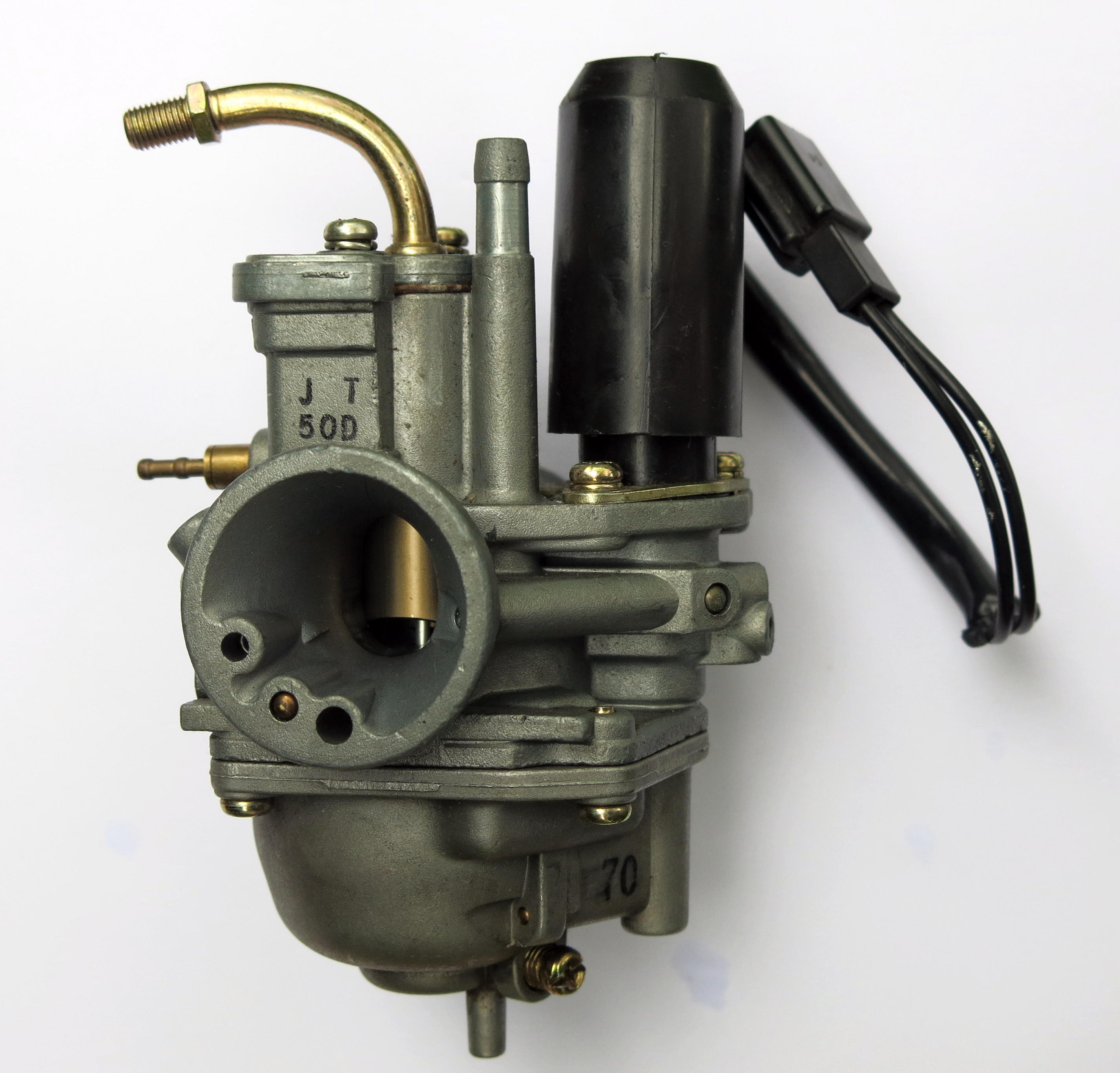
Mikuni Rundschiebervergaser

Die Mikuni Corporation (japanisch 株式会社ミクニ) ist ein japanisches Unternehmen, das sich in den Bereichen Gesundheit, Pflege, Automotive, Sensorik und Gastechnik etabliert hat. 
Die Gründung erfolgte am 1. Oktober 1923., der Firmensitz befindet sich in der Hauptstadt Tokio. Das Stammkapital beträgt 2,215 Milliarden Yen. Der Umsatz 2004 lag bei 626 Millionen Yen. Die Aktien des Unternehmens werden an der Tokioter Börse gehandelt.
Bekannt wurde Mikuni weltweit insbesondere durch seine Vergaser, die an zahlreichen Motorrädern, insbesondere an japanischen, verbaut werden. Es bestehen Vertretungen in den USA, in Asien und in Europa (Deutschland).